# Iguaí
Iguaí é um município brasileiro do estado da Bahia.

## Economia
Segundo o Instituto Brasileiro de Geografia e Estatística (IBGE), em 2021, o município de Iguaí tinha um produto interno bruto (PIB) de R$ 246.443 milhões. Seu PIB per capita, em 2021, era de R$ 9.125,5.

## Infraestrutura

### Saúde
Em 2009, Iguaí contava por 15 estabelecimentos de saúde. Com relação à mortalidade infantil, o município tinha 7,07 óbitos por mil nascidos vivos em 2022, segundo o IBGE.

### Educação
Iguaí tem 37 escolas: 1 estaduais, 33 municipais, 31 de ensino fundamental e 3 particulares. A taxa de escolarização estava em 94,1% de (6 a 14 anos) em 2010, segundo o IBGE. Em 2021, o município contava com 240 docentes no ensino fundamental e 40 no ensino médio.

### Transportes
Segundo o IBGE, em 2022, Iguaí possuía uma frota de 4.052 veículos, sendo o automóvel o mais comum.

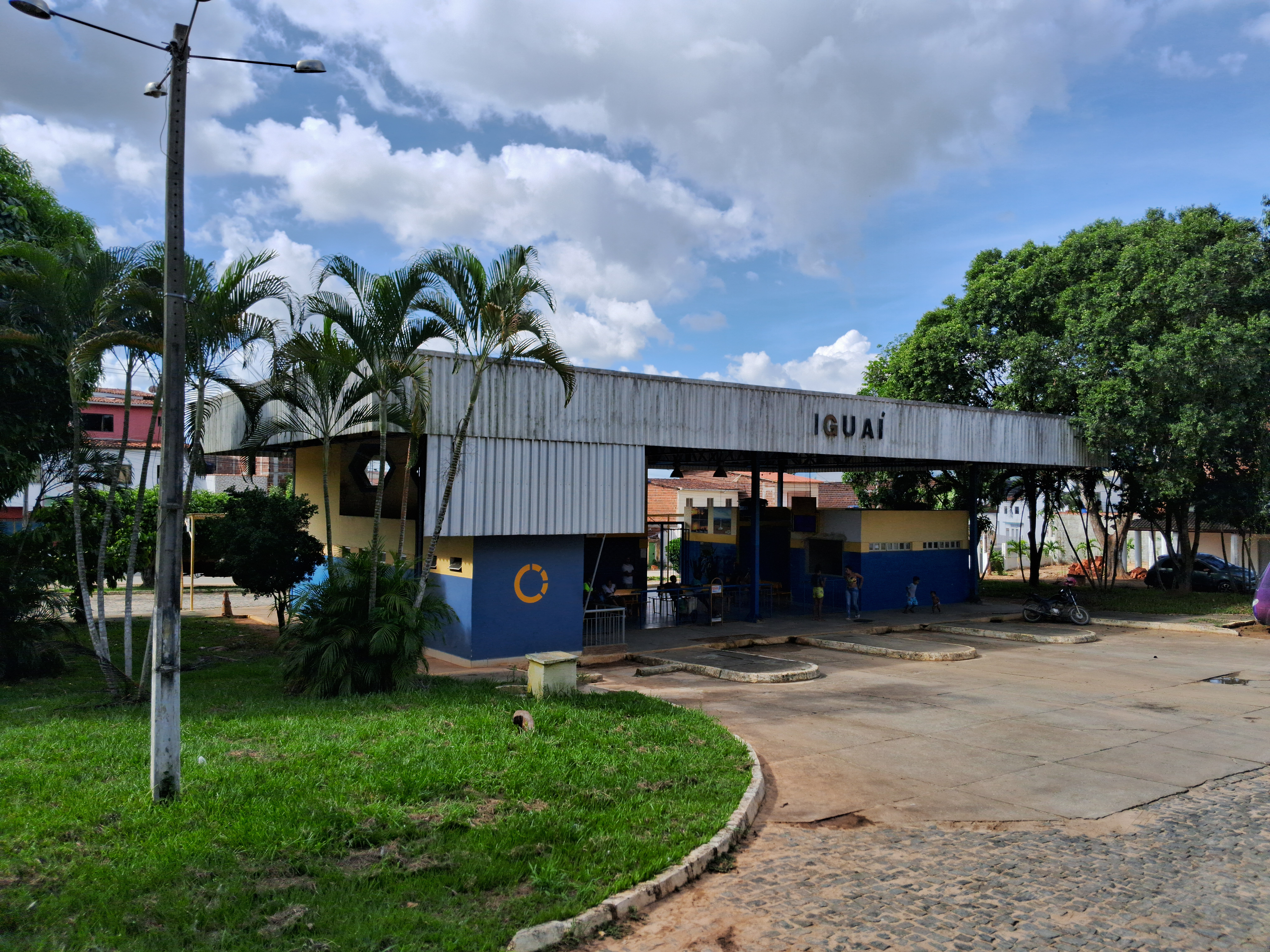
Terminal rodoviário